# アンリ・ファルマン

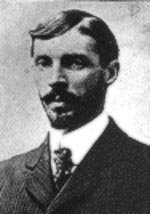
アンリ・ファルマン

アンリ・ファルマン（Henri Farman 、1874年5月26日 – 1958年7月18日）は、フランスの航空パイオニアである。

## 経歴
イギリスの新聞社のパリ特派員の息子としてフランスで生まれたイギリス人で、始め画家の勉強をしたが、後に自転車レースの選手、自動車レースの選手になった。
1907年にヴォアザン兄弟のヴォワザン機を購入して、弟のモーリス・ファルマンとともにパリ郊外イシー＝レ＝ムリノーの軍事教練用の草地で当時のヨーロッパの長距離飛行の記録771mをたてた。1908年5月29日、自ら設計した航空機にヨーロッパで初めて乗客を乗せた。弟モーリスと航空機製造企業ファルマン航空機製造を設立した。1914年のモデルは第1次大戦中は偵察機として使用された。

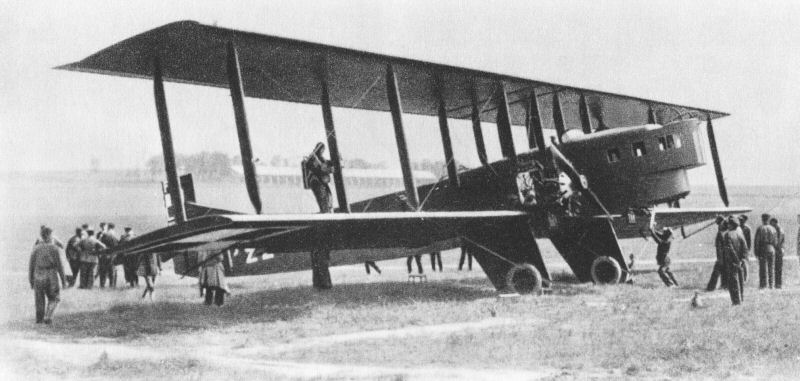
ファルマン ゴリアト

彼の会社の飛行機ゴリアトは最初の長距離旅客機で、1919年2月18日にパリ～ロンドン間の定期航空を始め、民間航空旅客輸送業へ参入した。
ファルマンは1930年代まで種々の飛行機を製作していたが、1937年のフランスの航空機産業の国営化に伴い、引退した。

## 日本とのかかわり
日本において、最初の航空機の飛行を行った機体は、グラーデ単葉機とこの1910年製のファルマン機「アンリ・ファルマン号」であった。操縦は徳川好敏大尉が行った（1910年12月19日）。代々木練兵場と陸軍所沢飛行場において試験飛行が行われこれが日本航空の発祥とされている。
現在では跡地の代々木公園では記念碑が、所沢航空記念公園では航空発祥記念館が建っている。所沢では彼にあやかった洋菓子「ファルマン」が作られている。ファルマン通りなど、その名を冠した名称も多い。
2015年には、アンティークの航空機部品インテリアの販売業を営む孫のピエール・ファルマンが来日し、アンリ・ファルマン機が保存されている航空自衛隊入間基地の修武台記念館を訪問した。